# Assyrien
Pour les articles homonymes, voir Assyrien (homonymie).
Pour un article plus général, voir Akkadien.
L'assyrien est une langue sémitique, formant un rameau linguistique de l'akkadien, parlée et écrite en Assyrie antique et connue par un important corpus d'inscriptions monumentales et de tablettes cunéiformes. Les différences entre l'assyrien et la branche babylonienne de l'akkadien sont sensibles, surtout dans la phonétique.
- Nota : la langue parlée par les Assyriens contemporains est une branche moderne de l'araméen, le néo-araméen oriental.

## Histoire
On distingue trois états successifs du dialecte assyrien : paléo-assyrien, médio-assyrien et néo-assyrien.

### Paléo-assyrien
Le paléo-assyrien est la langue des documents datant des XIXe et XVIIIe siècles av. J.-C., essentiellement retrouvés dans le comptoir commercial assyrien de Kanesh, en Anatolie. Cette langue est proche du paléo-babylonien contemporain et elle conserve ainsi la mimation. La lecture de ce dialecte est souvent compliquée par la volonté de ceux qui l'ont écrit d’utiliser un nombre réduit de signes cunéiformes (sans doute parce que la plupart d’entre eux n’étaient pas scribes). Du point de vue phonétique, elle ne contracte pas les voyelles qui se suivent dans un même mot et elle a des règles d‘harmonie vocalique particulières.

### Médio-assyrien
Le médio-assyrien est pratiqué du XIVe au XIe siècle av. J.-C. dans le royaume d’Assyrie. Comme pour le babylonien, cette période voit disparaître la mimation. Le wa- initial verbal devient un simple u-, tandis que le -w- qui se trouve à l’intérieur d’un mot devient souvent un -b-. Le suffixe -u attaché au verbe final d’une proposition subordonnée devient un -ni. Le statif comporte aussi quelques formes particulières.

### Néo-assyrien
Le néo-assyrien est la langue de l’Assyrie qui domine le Proche-Orient de 911 à 612 av. J.-C. Il est de ce fait très abondamment documenté, même si la langue des inscriptions royales reste le babylonien standard. Le néo-assyrien connaît une évolution proche de celle du néo-babylonien, notamment du point de vue phonétique avec le -št- qui devient -lt-, et sur le plan grammatical avec la notation irrégulière des désinences casuelles.

## Corpus
Cette langue offre l’exemple d’une vitalité prodigieuse : dès environ 4000 ans avant J.-C, elle apparaît comme entièrement constituée. Elle a persisté pendant quarante siècles, presque sans subir de grosses variations ; et quand elle eut cessé d'être la langue officielle et ne fut plus employée dans les inscriptions royales, elle demeura longtemps encore la langue courante et servit pour la rédaction des contrats privés. 
Nous possédons les inscriptions de Sargon d’Agadé, qui, d’après certains documents, remontent peut-être à 3800 ans avant J.-C, et nous trouvons des contrats privés jusque sous les Arsacides, vers la fin du Ier siècle de l'ère chrétienne.
Les premiers textes traduits furent les inscriptions du palais du roi néo-assyrien Sargon II.
L'assyrien s'écrivait au moyen de signes cunéiformes hérités de l'écriture sumérienne, gravés sur des tablettes en argile au moyen d'un calame (roseau) ou dans la pierre dans les inscriptions monumentales. Les cunéiformes néo-assyriens présentent une apparence simplifiée par rapport à leurs équivalents babyloniens.
La langue néo-assyrienne fut peu à peu supplantée par une autre langue sémitique, non akkadienne, l'araméen.